# Rhyacia alaina
Rhyacia alaina là một loài bướm đêm trong họ Noctuidae.